# Feuges
Feuges ist eine französische Gemeinde mit 332 Einwohnern (Stand: 1. Januar 2022) im Département Aube in der Region Grand Est; sie gehört zum Arrondissement Troyes und zum Kanton Arcis-sur-Aube. 

## Geografie
Feuges liegt etwa zehn Kilometer nordnordöstlich von Troyes. Umgeben wird Feuges von den Nachbargemeinden Aubeterre im Norden, Charmont-sous-Barbuise im Osten, Vailly im Süden, Sainte-Maure im Süden und Südwesten, Saint-Benoît-sur-Seine im Westen und Südwesten sowie Mergey im Westen und Nordwesten.

## Bevölkerungsentwicklung
| Jahr                      | 1962 | 1968 | 1975 | 1982 | 1990 | 1999 | 2006 | 2011 | 2016 |
| Einwohner                 | 72   | 72   | 81   | 221  | 231  | 206  | 200  | 284  | 330  |
| Quelle: Cassini und INSEE |      |      |      |      |      |      |      |      |      |

## Sehenswürdigkeiten

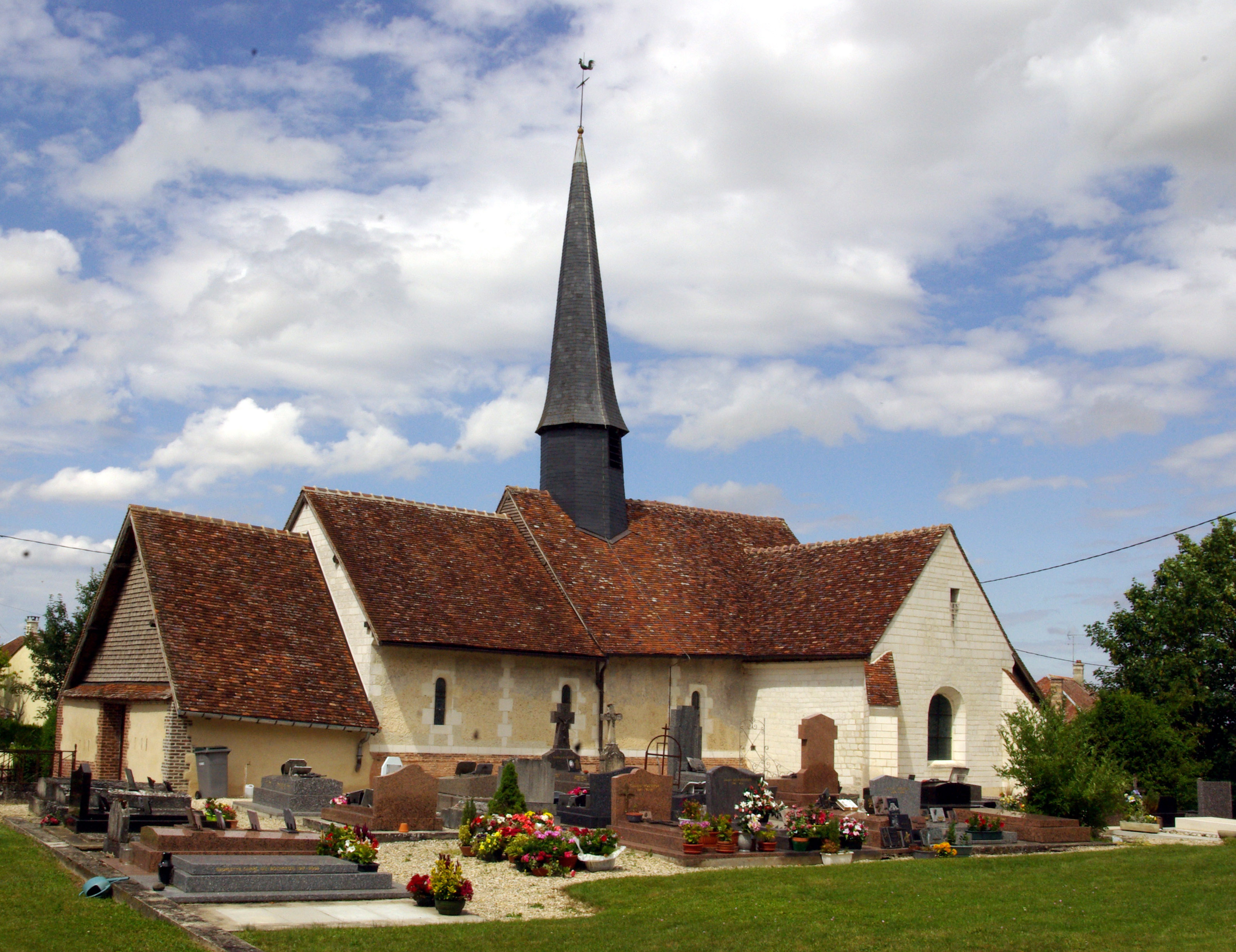
Kirche Saint-Benoît

- Kirche Saint-Benoît